# Кут максимального осідання
Кут максима́льного осіда́ння (рос. угол максимального оседания, англ. angle of maximum subsidence, нім. Winkel m der Maximalsenkung f) — у гірництві — кут з боку падіння пласта, утворений на вертикальному розрізі в головному перерізі мульди зрушення навхрест простягання пласта горизонтальною лінією і лінією, яка з'єднує середину очисної виробки з точкою максимального осідання при неповній підробці земної поверхні.